# Блог
Блог (англ. blog, от web log — интернет-журнал событий, интернет-дневник, дневник в реальном времени (онлайн-дневник)) — веб-сайт, основное содержимое которого — добавляемые пользователем записи, содержащие текст, изображения или мультимедиа.
Для блогов характерна возможность публикации отзывов (комментариев) посетителями; она делает блоги средой сетевого общения, имеющей ряд преимуществ перед электронной почтой, группами новостей и чатами. Людей, ведущих блог, называют бло́герами. Совокупность всех блогов Сети принято называть блогосфе́рой. Первым блогом считается страница Тима Бернерса-Ли, где он, начиная с 1992 года, публиковал новости. Более широкое распространение блоги получили с 1996 года. В августе 1999 года компьютерная компания Pyra Labs из Сан-Франциско открыла сайт Blogger.com, который стал первой бесплатной блоговой службой. В настоящее время особенность блогов заключается не только в структуре записей, но и в простоте добавления новых записей. Пользователь просто обращается к веб-серверу, проходит процесс идентификации пользователя, после чего он добавляет новую запись к своей коллекции. Сервер представляет информацию как последовательность сообщений, помещая в самом верху самые свежие сообщения. Структура коллекции напоминает привычную последовательную структуру дневника или журнала.

## История
Термин «блог» был придуман Йорном Баргером 17 декабря 1997 года. Короткую форму слова «блог» придумал Питер Мерхольц, который в шуточной форме использовал в своём блоге Peterme.com в апреле или мае 1999 года. Эван Уильямс из Pyra Labs использовал «блог» как существительное и глагол (англ. «to blog», что означает «изменить свой блог или отправить на свой блог»), что привело к созданию термина «блогер». В Pyra Labs был создан Blogger.com, что привело к популяризации блогерства.

## Мотивация участия
Следует учитывать, что чтение блогов и авторство — два разных по содержанию процесса. Люди, пользующиеся коммуникативными возможностями блогов вне контекста ведения собственного блога, отмечают возможности общения с людьми, с которыми они не имеют возможности общаться непосредственно, например, с друзьями, живущими в других городах. Альтернативная экономика сообщений, действующая в блогах, делает такую форму общения наиболее удобной, так как она не предполагает обязательной взаимности и других ограничений общения «один на один».
Евгений Горный в своей статье выделяет, помимо поддержания контакта с близкими, следующие цели, которые может преследовать читатель блогов:
- получение информации;
- чтение-развлечение;
- отслеживание реакции публики на те или иные действия (в самом деле, блоги представляют собой готовую огромную фокус-группу);
- чтение ради социализации, ощущения себя причастным к жизни известных людей.

## Функции блогов
В ходе опроса блогеров Живого журнала, проведённого в 2005 году, были выделены следующие функции блогов:

### Коммуникативная функция
Коммуникативная функция упоминается чаще всего. Большинство[кто?] блогеров говорят, что ведут или читают блоги ради общения с интересными им людьми. В первую очередь это возможность сказать что-то один раз так, чтобы это услышали многие. Какой смысл рассказывать десяти, двадцати, тридцати знакомым о поездке в пригородный парк, если это можно описать в своём блоге, украсив запись фотографиями? Каждый прочтёт об этом в удобное ему время или не будет читать вовсе, решив, что это ему неинтересно. («Иногда хочется ночами поговорить, а все спят. Тогда можно написать в Живой журнал и потом прочитают»). Впрочем, такая ситуация порождает встречную проблему, когда двум встретившимся «в реале» блогерам, если они не обладают должной фантазией, бывает не о чем поговорить.
Как для «читателей», так и для «писателей» можно выделить два направления коммуникативной мотивации в использовании блогов — общение со знакомыми и расширение круга общения. В то время как одни люди заводят блог для удобства коммуникации с имеющимися знакомыми, другие заводят блог для того, чтобы познакомиться с новыми людьми, для расширения своей аудитории. В этих двух формулировках — «познакомиться с новыми людьми» и «расширить аудиторию», которые действительно употреблялись участниками опроса, — находит своё отражение ещё одно различие: в то время как одним нужны друзья, другим — слушатели.

### Функция самопрезентации
Несколько респондентов[прояснить] отмечали, что изначально задумывали создать персональную страничку (сайт в Интернете), но позже, узнав о том, насколько легко вести блог, предпочли эту форму изложения информации о себе. Существует класс блогов, предназначенных для публикации и обсуждения произведений автора (прозы, стихов, фотографий, рисунков), однако и обычный дневник, несомненно, несёт информацию о личности автора. «Веду дневник, чтобы меня читали», — могут сказать многие блогеры.

### Функция развлечения
Многие люди[обтекаемое выражение] предпочитают ведение блога, чтение блогов и дискуссии в комментариях в качестве развлекательного времяпрепровождения, особенно, если они по каким-либо причинам ограничены в других средствах развлечения, кроме Интернета, и имеют довольно много свободного времени, которое надо тратить, например, молодые матери составляют заметную часть сообщества блогеров — им всегда есть о чём написать в свой блог, у них много вопросов, с которыми они могут обратиться к другим и т. д. Блоги представляют собой неисчерпаемый источник развлекательного чтения.
Некоторые пользователи[кто?] используют блоги, чтобы тратить время, которого у них много, другие же используют его из-за нехватки свободного времени для полноценного общения. Таким образом, механизм сообщества блогеров позволяет вести общение в удобном для каждого пользователя режиме и с той интенсивностью, которая ему нужна (или которую он может себе позволить).

### Функция сплочения и удержания социальных связей
Как уже упоминалось, сообщество Livejournal объединяет десятки тысяч русскоязычных пользователей, среди которых многие могут найти людей, с которыми они были когда-то знакомы. Блоги, выполняя функции социальных сетей, позволяют поддерживать прервавшиеся в реальной жизни социальные связи и лучше узнавать своих знакомых.
Благодаря особенности отложенной многопользовательской коммуникации некоторые из респондентов используют блоги с нетрадиционной целью — для организации взаимодействия рабочей группы и обсуждения рабочих вопросов, так как для многих задач подобный способ оказывается более удобным, чем электронная почта, службы мгновенных сообщений и т. п. Группы, организованные на основе списков рассылки электронной почты, также могут выполнять подобную задачу, однако в ситуации, когда все участники проекта ведут блоги на одном сервисе, добавлять ещё один канал коммуникации может показаться излишним.

### Функция мемуаров
Как и традиционный бумажный дневник, блог, помимо новых функций, может осознаваться и как несущий функцию мемуаров, места для каких-то записей, которые могут пригодиться в будущем, способом не забыть о подробностях тех или иных событий своей жизни. Пользующиеся этой функцией респонденты полагают, что ведут дневник для себя, для того чтобы потом читать, для того чтобы записывать что-то, что хочется помнить. И подумать об этом позже. Авторы создают нечто вроде отложенной коммуникации с самим собой.

### Функция саморазвития, или рефлексии
Эта функция связана с тем, что блог предоставляет возможность участникам создать образ иного Я, возможно, такого, к которому автор стремится. («Я начинал журнал как упражнение в открытости и спонтанности»). Некоторые отмечают, что публичность дневника вынуждает их продолжать его вести, а также заставляет учиться более грамотно структурировать свои мысли, что помогает им самим лучше понять переживаемые события («При изложении своей проблемы или идеи в письменном виде становится легче анализировать ситуацию»).

### Психотерапевтическая функция
Встречаются также упоминания о психотерапевтической функции блога, которая либо предполагалась заранее, либо была осознана в процессе ведения записей — «выплеснуть эмоции», «изложить наболевшее», «для успокоения нервов, в конце концов». Данная функция традиционного дневника, ведущегося в укромной тетрадке, неоднократно упоминается различными авторами и, по всей видимости, приобрела новую форму и новые возможности, как способ пожаловаться на жизнь множеству людей сразу и получить в ответ успокоительные «поглаживания». Если рассмотреть содержание регулярных диалогов в сообществе пользователей livejournal «ru_psychology», и не только там, то такого рода транзакции являются одной из наиболее популярных форм общения: один «клиент» жалуется на жизнь, а другие «клиенты» его утешают.

### Продвижение товаров и услуг
С помощью блогов можно отслеживать то, что говорит множество людей о вашем рынке, организации, товарах. Принимать непосредственное участие в обсуждении, размещая комментарии в блогах других людей. Можно сотрудничать с блогерами, пишущими на схожие темы, и наконец, оказывать непосредственное влияние на обсуждение через собственный блог.

## Разновидности блогов
По авторскому составу блоги могут быть личными, групповыми (корпоративными, клубными), общественными (открытыми).
По содержанию — тематическими или общими.
По размещению — сетевыми (на службе блогов) и автономными (на самостоятельной системе управления содержимым и самостоятельном хостинге).
Выделяют также микроблогинг — короткие заметки в Twitter и на подобных ему платформах.

### По авторству
- Личный (персональный, авторский, частный) блог — ведётся одним лицом (как правило, его владельцем).
- Коллективный или социальный блог — ведётся группой лиц по правилам, определяемым владельцем и модераторами.
- Корпоративный блог — ведётся сотрудниками одной организации.

### По тематической направленности
Обычно персональные блоги носят личный характер. Однако в среде персональных, так же, как и в среде коллективных и корпоративных блогов, существуют специализированные блоги, посвящённые определённым сферам жизни:
- Политика — блоги, посвящённые политике. Обычно политические блоги ведут политические лидеры, представители политических партий и политических объединений, политологи.
- Быт — блоги, в которых затрагиваются обычно вопросы взаимоотношений между людьми, психологии, ведения домашнего хозяйства — всего того, что связано с понятиями «быт», «личная жизнь».
- Путешествия — блоги, в которых авторы делятся своими впечатлениями от поездок, дают советы, как вести себя в той или иной стране, рассказывают про традиции и обычаи других народов.
- Образование — блоги, посвящённые теме образования. Часто это блоги определённых учебных заведений, в которых участники обсуждают процесс обучения и другие темы в образовании.
- Мода — блоги, в которых обсуждаются новинки в мире моды, тренды, модные показы. Здесь можно прочитать мнения профессионалов, советы стилистов и людей, неравнодушных к моде.
- Музыка — блоги, в которых авторы выражают свои музыкальные предпочтения, обсуждают новинки в мире музыки. Музыкальные блоги могут быть посвящены определённому музыкальному направлению, а могут освещать различные музыкальные жанры и стили.
- Информационно-аналитический — блоги, содержащие актуальные материалы и анализирующие эти материалы.
- Спорт — блоги, посвящённые освещению спортивных событий и смежных с ними тем.
- Кино — в таких блогах люди пишут рецензии и критику к разным кинокартинам.
- Эротика — блоги, направленностью которых является эротический контент.
- WEB — в эту категорию блогов входят как SEO-блоги, так и блоги, в которых пишут об Интернете, а также о вёрстке или web-программировании.
- Здоровье — блог может охватывать разнообразные темы, связанные со здоровьем проблемы, такие как питание и диеты, фитнес, контроль за весом, заболеваниями, болезнями, анализ здоровья, исследований в области здравоохранения и здоровья.
- Бизнес — блоги о заработке в интернете, форекс, бинарные опционы, инвестирование.

### По наличию/видумультимедиа
- Текстовый блог — основное содержание составляют тексты.
- Фотоблог — основное содержание составляют фотографии.
- Артблог — основное содержание составляют рисунки автора блога.
- Музыкальный блог — основное содержание составляет музыка.
- Подкаст и блогкастинг — основное содержание блога надиктовывается и выкладывается в виде MP3-файлов.
- Видеоблог — основное содержание представлено в виде видеофайлов.
- Микроблог — основное содержание составляют размещённые небольшие кусочки цифрового контента, который может быть текстом, изображением, ссылкой, коротким видеороликом. Друзья используют его, чтобы быть в курсе деловых встреч, узнать больше о знаменитостях и политике, о датах концертов, лекций, книг-релизов.

### По особенностямконтента
- Контентный блог — блог, публикующий первичный авторский контент.
- Мониторинговый (ссылочный) блог — блог, основным контентом которого являются откомментированные ссылки на другие сайты.
- Цитатный блог — блог, основным контентом которого являются цитаты из других блогов.
- Тамблелог, Тамбллог, Тлог — почти то же самое, что и обычный блог, с одним отличием: запись в блоге может быть только определённого формата. Например, цитата, видео, ссылка, песня, разговор и так далее). Тамблелог — скорее не система типа дневника, а черновик или записная книжка.
- Сплог — спам-блог.
- Dofollow блоги (см. Nofollow, Noindex).
- Флоги[англ.] или фейковые блоги. Наряду с обычными блогами существуют так называемые флоги (фейковые блоги). Во флогах публикуются оплаченные записи с рекламным содержанием, которые замаскированы под личные впечатления. Подобная деятельность нарушает европейский закон о защите прав потребителей, и в некоторых странах за неё предусмотрено наказание. Например, в Великобритании с 2007 года за флоги предусмотрена уголовная ответственность[13].

### По технической основе
- Автономный блог — блог на отдельном хостинге и системе управления содержимым.
- Блог на блог-платформе — блог, ведущийся на мощностях блог-службы (Живой Журнал, LiveInternet.ru, Blogger и др.).

### По доменному имени
- Доменное имя второго уровня. Пример: domain.ru
- Доменное имя третьего уровня (или дальше). Пример: subdomain.domain.ru

## Техническая основа
Технические возможности и ограничения блогов целиком определяются общими технологиями Сети. Ведение блога предполагает наличие программного обеспечения, позволяющего обычному пользователю добавлять и изменять записи и публиковать их во Всемирной паутине. Такое ПО называется движком блога и является частным видом системы управления содержимым.
Помимо основополагающей функции блога — добавления автором записей и вывода их по порядку — стандартными для блоговых движков ныне являются функции создания автоматически обрабатываемых списков обновлений RSS и Atom, форматирования текста и вставки мультимедиа в записи и, как упоминалось, функция добавления читательских отзывов.
Движок блога может быть на личном веб-пространстве автора (в этом случае он называется stand alone блог) или на мощностях одной из служб, предоставляющих место специально для блогов, — блог-платформ. Блоги могут быть связаны ссылками по технологии «трекбэк»; а на блог-платформах часто создаются свои внутренние механизмы, способствующие росту связей и образованию социальных сетей среди блогеров. Например, механизм «друзей» (френдов) на популярнейшей в Рунете блог-платформе Живой журнал.

### Размещение блогов
Сравнение по характеру получаемых услуг
|                                                   | Массовый сервис ведения блога | Хостинг |
| ------------------------------------------------- | --- | --- |
| Формат хранимых документов                        | Формат данных зависит от возможностей сервиса. | Любые форматы хранения данных — аудио, видео, фото, документы или книги. |
| Авторское право                                   | Вопрос об авторском праве обговаривается в пользовательском соглашении. | Вопрос об авторском праве не стоит — всё, что создано автором блога, принадлежит ему. |
| Дизайн                                            | Многое зависит от возможностей внешнего сервиса: иногда предлагается установить на сайт одну из имеющихся тем по умолчанию, иногда разрешается загрузить свой шаблон, а иногда можно править HTML-код шаблона. | Ограничений в дизайне нет — можно создать собственный, или найти готовый шаблон в Интернете.                                                                                               |
| Объём данных                                      | Обязательно существуют те или иные ограничения объёма хранимых данных. | Объём хранимых данных ограничен размером жёсткого диска, предоставляемого хостинг-провайдером.                                                                                             |
| Сообщества                                        | Сообщества, существующие на сервисе, могут стать дополнительным способом заявить о своем блоге. | Блог не будет иметь никакой связи с другими. |
| Стоимость создания и развития ресурса             | Создание и развитие бесплатно, за деньги могут продаваться дополнительные возможности. | В большинстве случаев нужно оплатить хостинг и доменное имя. |
| Раскрутка и реклама                               | Использовать блог как рекламную площадку может только его владелец, добавить туда другую рекламу невозможно.                                                                                                   | Запустив свой сайт, можно прилагать все усилия к его оптимизации и раскрутке, не опасаясь запрета размещения рекламы.                                                                      |
| Сложность реализации и дополнительные возможности | Идеальный выход для создания обычного блога (онлайн-дневника, фотоблога). | Для создания файлового архива с программным обеспечением, музыкой и играми подобрать подходящий по всем параметрам сервис сложно. Более эффективное решение — создание собственного сайта. |

### Географическое размещение блога
При выборе страны-поставщика услуг хостинга для блога главное — это то, что его содержание подпадает под законодательство той страны, на базе которой он размещён. Однако сами действия блогера — совершение постинга — подпадают под законодательство страны, где он находится в момент совершения этих действий.
Наиболее распространёнными обвинениями против блогеров или активных посетителей форумов являются клевета, пропаганда экстремизма и разжигание вражды на расовой, межнациональной или религиозной почве. Это случается нередко — Интернет давно стал трибуной для выражения собственных взглядов. Но ход судебных процессов, зачастую спорных, во многом зависит от сегодняшней законодательной неопределённости вопроса.
В ряде стран (например, в США) блоги приравниваются к средствам массовой информации со всеми вытекающими последствиями — соответствующими полномочиями и ответственностью блогеров. В современных условиях это вполне закономерно, поскольку популярный, регулярно обновляемый событийный или тематический онлайн-дневник справедливо считать средством массовой информации, или, скорее, коммуникации. Однако претендовать на это может далеко не каждый блог, и лишь небольшое число активных блогеров можно в полной мере считать журналистами. Кроме того, своего рода интернет-аналогом журнала является автономно существующий авторский ресурс, но не персональный дневник, размещённый на блог-сервисе.
В России, судя по количеству процессов над блогерами, власти определились: высказывания на веб-просторах приравниваются к публичным заявлениям согласно статье 282 Уголовного кодекса РФ — «возбуждение ненависти либо вражды, а равно унижение человеческого достоинства по признакам национальности, религии, а равно принадлежности к какой-либо социальной группе, совершённые публично или с использованием средств массовой информации».
Впервые в РФ ЖЖ-блог зарегистрирован как СМИ в январе 2009 года. Автор ЖЖ-дневника Оттенки Серого Сергей Мухамедов первым в российской блогосфере получил лицензию, подтверждающую, что его блог является «электронным периодическим изданием». В лицензии указано: «Тематика данного блога — информационно-познавательная; реклама в соответствии с законодательством РФ».
Авторы тех российских блогов, которые средствами массовой информации не являются, могут подвергаться судебному преследованию за «публичные высказывания». Однако вопрос о степени этой публичности обсуждается до сих пор. Во многом «перекрёстное комментирование» в Интернете — это аналог беседы, свободу слова в ходе которой гарантирует статья 29 Конституции РФ. Тем не менее, блогеры вынуждены нести уголовную или административную ответственность за каждую фразу, в отрыве от контекста «разговора», его обстоятельств и общей стилистики.
В Казахстане согласно принятому летом 2009 года закону об Интернете, отныне все веб-сайты, включая блоги, чаты и форумы, приравниваются к средствам массовой информации с соответствующими обязательствами. Судебные органы получили возможность требовать от их владельцев удаления материалов, противоречащих законодательству. В случае неподчинения решению суда доступ к сайту будет заблокирован, а его владелец может лишиться возможности использовать собственный домен и доменные имена с похожими названиями на срок от трёх месяцев до года. Владельцы блогов также несут ответственность за информацию и комментарии, размещённые на их страницах. Обращаться в суд «по месту заявителя» (то есть в Казахстане) можно против не только казахских интернет-ресурсов, но и на ресурсы из любой страны мира.

### Поиск в блогах
- Яндекс.Поиск по блогам
- Technorati
- Google Blog Search

### Продвижение блогов
С конца 2006 года стало набирать популярность SMO и SMM. SMM (social media marketing, маркетинг в социальных сетях) используется для продвижения сайтов/блогов в блогосфере и социальных медиа, таких как форумы, рассылки, ICQ, сайты digg-типа, социальные закладки и любые другие коммуникационные среды с профилями пользователей. SMO (social media optimization) используется для подготовки сайта/блога для более эффективного нахождения его пользователями.

### Объединение блогов/планета блогов
Планета блогов — это RSS-агрегатор, предназначенный для объединения персональных блогов и агрегирования их на одном ресурсе. Это достаточно статичное объединение, желающие могут попросить включить их блог в объединение или посоветовать чужой блог. Посты участников располагаются в хронологическом порядке, новые посты идут в начале. Основанием для объединения блогов могут быть разные причины: принадлежность авторов к одной социальной группе, схожие хобби, увлечения и так далее.

## Заработки блогеров
Социальные сети и YouTube стали одной из самых востребованных рекламных площадок во всём мире, поэтому известные блогеры получают значительные доходы от рекламы. Например, американские блогеры Логан Пол и Марк Фишбах (известный как Markiplier), по данным на 2018 год, получали 12,5 миллиона долларов в год.
По данным совместного исследования американской маркетинговой платформы NeoReach и сервиса Hoo.be за 2022 год, почти для половины авторов ведение блога является основной деятельностью. Однако более половины авторов блогов минимум в течение года не могут преодолеть порог заработка в $1000 в год, и даже спустя 3-4 года лишь каждый седьмой выходит на уровень дохода от $100 тыс. в год и более.

## Влияние блогеров
Блогеров, имеющих обширную и лояльную аудиторию, называют инфлюэнсерами. В отличие от знаменитостей, которые получили общественное признание благодаря своему профессиональному таланту (и которые также могут широко использовать социальные сети для поддержания своего имиджа), инфлюэнсеры начинают строить свою карьеру именно в Интернете.
В наше время абсолютное большинство политических или общественных деятелей имеют свои блоги. В обычное время общесоциальные (неполитические) блоги в США являются безусловными лидерами поисковых запросов и потребления интернет-контента; политические блоги США постоянно читают немногим более 10 % зарегистрированных американских избирателей, однако во время выборов эта доля увеличивается почти в пять раз. Практически ни одна крупная избирательная кампания не обходится без привлечения блогеров.

## Политическое значение блогов
По мнению журналиста Алана Волфе благодаря блогам мировая политика становится всё более мировой (то есть нюансы событий в пределах одной страны мгновенно привлекают внимание всего мира) и интернетизированной. В этом есть как плюсы — благодаря блогам люди становятся более информированными и заинтересованными, — так и минусы — «уход в виртуал» уменьшает привлекательность традиционных методов влияния на власти — например, демонстраций протеста.
Для многих блоги — единственное доступное и безопасное средство выражения собственного мнения. Особенно актуально это для стран, где цензура, административное давление и «споры хозяйствующих субъектов» приводят к тому, что практически не остаётся СМИ, которые позволяли бы себе открыто придерживаться позиции, не совпадающей с официальной. Как правило, в этом случае сокращается вся сфера публичной политики, и ключевые политические вопросы решаются теперь преимущественно кулуарно. Всё это способствует тому, что критически мыслящие люди, занимающие активную гражданскую позицию, высказывают своё мнение в сферах, жёстко не контролируемых властью — в частности, в блогах.
Профессиональные политики также используют блоги — как для информирования, поиска сторонников и пропаганды своих идей, так и для контрпропаганды, борьбы с политическими оппонентами. Есть дневники, открытые от имени Хиллари Клинтон, Ангелы Меркель, Сеголен Руаяль и даже Махмуда Ахмадинежада. Постепенно растёт число российских политиков, ведущих дневники в Живом Журнале: Никита Белых, Гарри Каспаров, Леонид Невзлин, Валерия Новодворская и др. Ведут дневники Сергей Миронов, Виталий Третьяков и Владимир Жириновский.
Возрастает также информационная роль блогов как своеобразной альтернативы официальным СМИ. Так, во время войны в Ираке появились блоги американских солдат, сообщавших о том, что в действительности происходило на театре военных действий, а также их знакомых и родных, которые стали размещать солдатские письма с описанием происходящего. Эти блоги нанесли мощный удар по пропаганде администрации США. Самым известным блогером, писавшим о войне в Ираке, стал пехотинец Колби Баззел. Его блог «Колби Баззел посылает войну на…» приобрёл огромную популярность. Когда Баззел вернулся домой, его пригласили на работу в журнал Esquire, а в 2007 году он получил престижную премию Lulu Blooker Prize за свою книгу «Моя война: убивая время в Ираке».
Знаковое событие произошло в 2003 году. Британская газета Guardian в своей онлайн-версии разместила статью, в которой тогдашнему заместителю министра обороны США Полу Вулфовицу приписывалось заявление, что США вторглись в Ирак, чтобы обеспечить безопасность поставок нефти (чего он никогда не говорил). Эта цитата была скопирована многими мировыми СМИ. Однако блогеры быстро обнаружили ошибку. В результате Guardian была вынуждена принести извинения и не поставила неточный материал в свой «бумажный» выпуск.
Во время выборов блоги становятся площадками для обмена данными о различных неформальных опросах. К примеру, пока действует запрет на публикацию данных exit-polls и других опросов избирателей в СМИ, в блогах пользователи Интернета уже делятся информацией о своих голосах.
Российские власти также активно используют блогеров «Живого журнала» и приглашают их для освещения своей деятельности. Рабочие поездки и мероприятия президента Дмитрия Медведева в 2010 году неоднократно освещал блогер «Живого журнала» Рустем Адагамов «Drugoi». В 2011 году в поездке с председателем правительства Владимиром Путиным ездил Илья Варламов «Zyalt».

## Преследование блогеров
Распространение блогером общедоступной информации до 1 августа 2017 года регулировал Федеральный закон от 27.07.2006 № 149-ФЗ (ред. от 19.12.2016) «Об информации, информационных технологиях и о защите информации». Затем Роскомнадзор прекратил ведение реестра блогеров.
Блогер может подвергаться преследованиям по двум причинам:
1. Политические причины. Блоги гораздо труднее контролировать, чем зарегистрированные и незарегистрированные печатные и аудиовизуальные СМИ. Таким образом, авторитарные и тоталитарные режимы часто прибегают к карательным мерам против блогеров, высказавших неугодные политические взгляды в своём блоге или опубликовавших материалы, компрометирующие существующую власть[32]. Например, на Кубе, по данным, предоставленным организацией «Репортёры без границ», на данный момент осуждены и находятся в заключении 20 блогеров, в Китае — 24[32].
2. Личные причины. Блогер может преследоваться по личным причинам, оскорбив конкретное лицо в своём блоге, задев чужую сферу интересов (часто это касается деловых структур), или опубликовав данные, компрометирующие частное лицо или коммерческую структуру. В России уже имели место случаи судебного преследования блогеров.

В октябре 2004 года в Мордовии студент МГУ им. Огарёва был осуждён за то, что разместил в Интернете порнографический рассказ, героями которого были двое сотрудников ГИБДД одного из райцентров республики. Студента привлекли сразу по двум статьям УК РФ: «Оскорбление представителя власти» (исправительные работы на срок от 6 месяцев до года) и «Незаконное распространение порнографических материалов или предметов» (лишение свободы на срок до 2 лет).
В ноябре 2006 года прокуратура Москвы расследовала дело об оскорблении президента РФ. Житель села Погост Владимирской области Иван Зайцев, предположительно, в Интернете «оскорблял честь и достоинство» президента Владимира Путина. Судебные психиатры пришли к выводу, что Зайцев невменяем. В связи с этим прокуратура ходатайствовала о его принудительном лечении.
Самым громким прецедентом судебного преследования блогеров в России стало дело Саввы Терентьева. В августе 2007 года прокуратура Сыктывкара (Республика Коми) предъявила обвинение блогеру Савве Терентьеву по ст. 282.1 УК РФ («возбуждение ненависти либо вражды, а равно унижение человеческого достоинства»). Эта статья предусматривает наказание в виде штрафа до 300 000 рублей или лишение свободы на срок до двух лет. Поводом послужило то, что Терентьев в Живом Журнале нелестно отозвался о местной милиции.
Процесс над Саввой Терентьевым стал первым в России судебным разбирательством над блогером и вызвал широкий общественный резонанс. Савву Терентьева приговорили к одному году условно.
Причиной для уголовного дела над Дмитрием Ширинкиным стала запись, оставленная им в своём журнале tetraox.livejournal.com:

Я вчера купил пистолет. Старый ТТ с затёртыми номерами. Коробку на 150 патронов. Патроны старые, на донышке выбит 64-й год, но сохранились хорошо, «маслята». Пистолет в промасленой бумаге, сегодня утром его почистил, смазал жидким оружейным маслом, проверил механизм. Заряжал магазин, но стрелять не пробовал — я уверен, что и так сработает хорошо. У кого купил, не скажу. Но у продавца были ещё пистолет Макарова — две штуки. Я не взял, плохо из него стреляю, да и мощность не та. ТТ — самое то.
Я вас всех ненавижу, я ненавижу Путина, ненавижу Каспарова, ненавижу Макдональдс, ненавижу «Дом-2», ненавижу метро, ненавижу российскую провинцию. Я заберу с собой два-три десятка душ. Я пока не решил, в какой ВУЗ города я пойду. Наверное, всё-таки, в
политех. Я его ненавижу. Хотя одинаково ненавижу и остальные «типа университеты». Я ненавижу людей.
Вы у меня попляшете. На раскалённой сковородке.
Прокуратора посчитала возможным возбудить уголовное дело по статье 207 УК РФ («Заведомо ложное сообщение о готовящемся акте терроризма»).
Сам Ширинкин неоднократно подчёркивал в интервью, что данный текст не является ложным сообщением о готовящемся акте терроризма. По его словам, это был «злой памфлет», реакция на события, произошедшие в Виргинии (23-летний студент расстрелял 32 человек, преподавателя, затем покончил с собой).
Уголовное разбирательство длилось более трёх месяцев. После обыска, проведённого в квартире Ширинкина, был изъят компьютер автора. Судом были проведены две лингвистических экспертизы, и обе пришли к выводу, что данный текст — сообщение о готовящемся акте терроризма. Отдельные блогеры высказали сомнение в объективности проведённых экспертиз. Ширинкина приговорили к штрафу в 20 000 руб.
Своеобразной «реакцией» на дело Дмитрия Ширинкина стало дело Юрия Котова. Этот автор интернет-дневника сообщил, что вмешался в систему навигации пермского аэропорта.

Я сделал просто: передвинул координаты, транслируемые спутником, на 25 сантиметров.

Друзья по блогу Юрия Котова сочли необходимым немедленно сообщить о данном факте в правоохранительные органы с просьбой проверить данное сообщение. Узнав об этом, Котов немедленно сделал под своей записью пометку: «Данный текст не имеет никакого отношения к действительности, является вымыслом автора». Любопытным является тот факт, что Котов проходил как свидетель по делу Дмитрия Ширинкина.

### Персональная безопасность блогера
Джулиен Пейн, глава департамента свободного использования Интернета в организации «Репортёры без границ», советует блогерам, которые собираются опубликовать информацию, угрожающую их безопасности, сохранять анонимность, поскольку государство наблюдает за блогосферой с целью хоть как-то наказать «возмутителей спокойствия».
Американский блогер и член организации «Репортёры без границ» Итан Цукерман советует для сохранения анонимности использовать псевдоним. Чтобы блогера было невозможно найти по адресу электронной почты, Цукерман предлагает регистрировать блог на адрес почтового ящика, размещённого непосредственно на блог-платформе.
Также Цукерман высказал мысль использовать публичные компьютеры, которыми пользуется большое количество людей, например, компьютеры в компьютерных клубах и библиотеках, поскольку таким образом блогера будет не так просто вычислить и предъявить ему обвинение.
Междисциплинарная исследовательская группа Вашингтонского университета World Information Access (WIA) провела исследование и пришла к следующим выводам: по результатам пятилетнего изучения блогосферы, были арестованы 64 блогера, в том числе в 2007 году — 36 человек, что в 3 раза больше, чем в 2006-м.
В числе недовольных своими блогерами оказались такие «передовики демократии» как: США, Великобритания, Канада, Франция. Средний срок провинившегося блогера — 15 месяцев. Самое впечатляющее наказание, к которому приговорили автора интернет-дневника, — 8 лет тюрьмы.

## Вопросы этики в блогах
С широким распространением блогов в сети Интернет начинает формироваться особый подвид компьютерной этики — блогерская этика, затрагивающая вопросы достоверности публикуемой информации, плагиата, соблюдения моральных и нравственных норм. В России также внимание уделяется проблеме использования в блогах элементов обсценной лексики и мата.
Однако в апреле 2014 года Государственная Дума РФ приняла закон, который приравнивает блогеров и популярных пользователей социальных сетей к СМИ. С 1 августа 2014 года будет создан специальный реестр авторов, чьи площадки ежедневно посещает более 3000 человек. После этого соответствующие данному требованию блогеры будут проинформированы, что, с момента внесения их площадки в реестр, они обязаны проверять достоверность размещаемой информации, соблюдать правила предвыборной агитации и маркировать свои издания по возрастной категории. Кроме того, блогерам запрещается: использовать ненормативную лексику, распространять экстремистские материалы и порнографию. В случае нарушения закона предусматривается штраф от 10 до 30 тыс. руб. для физических лиц и от 50 до 300 тыс. руб. для юридических лиц.
По «случайному» совпадению, вскоре после принятия закона, компания «Яндекс» закрыла рейтинг блогов, а «Rambler&Co» отключила рейтинг посещаемости блогов LiveJournal и скрыла данные о подписчиках своих пользователей. Теперь в профайлах популярных блогеров LiveJournal отображается «В друзьях у 2500+». Ряд известных блогеров также выразили сомнения относительно успешной реализации данного законопроекта. В их числе: Антон Носик, Сергей Доля и Елена Бурдюгова.

## Конкурсы
С ростом популярности блога как нового способа вещания появляются конкурсы на наилучший блог в той или иной категории. С 2004 года международный конкурс на лучший блог The BOBs (The Best of the Blogs — Лучшие из блогов) проводит немецкая медиакомпания Deutsche Welle. Конкурс The BOBs организован среди блогов, написанных на 11 языках: английском, арабском, испанском, китайском, немецком, португальском, бенгальском, персидском, индонезийском, французском и русском. В 2009 году в Рунете появилась своя премия за достижения в сфере социальных медиа — «Блог Рунета», основная цель которой — выделить самые яркие Российские блоги, интернет-сообщества и социальные группы, а также лучших блогеров и компании, использующие социальные медиа в своей ежедневной деятельности и бизнес-активности.

## Гендерные различия
Как показывают исследования западных социологов, гендерные различия оказывают существенное влияние на практику работы с блогами:
1. Мотивация — для женщин главной функцией блога является удовлетворение эмоциональных потребностей через взаимодействие с людьми, удовлетворение потребности в общении посредством написания текстов, которые читают другие люди.
2. Активность — женщины в целом более активны, чем мужчины — они чаще делают записи и комментируют записи других.
3. Социализация — ведение блогов у женщин в целом благоприятно сказывается на их отношениях в «реальной» жизни[44].